# Fortaleza Esporte Clube
Fortaleza Esporte Clube je brazilský fotbalový klub z města Fortaleza. Byl založen v roce 1918, hraje na Estádio Castelão o kapacitě 63 903 diváků. Barvami klubu jsou červená, modrá a bílá, proto se klubu přezdívá trikolóra. Současným trenérem Juan Pablo Vojvoda.

## Úspěchy
- 1× Campeonato Brasileiro Série B: (2018)
- 42× Campeonato Cearense: (1920, 1921, 1923, 1924, 1926, 1927, 1928, 1933, 1934, 1937, 1938, 1946, 1947, 1949, 1953, 1954, 1959, 1960, 1964, 1965, 1967, 1969, 1973, 1974, 1982, 1983, 1985, 1987, 1991, 1992, 2000, 2001, 2003, 2004, 2005, 2007, 2008, 2009, 2010, 2015, 2016, 2019)